# Bruce Beutler

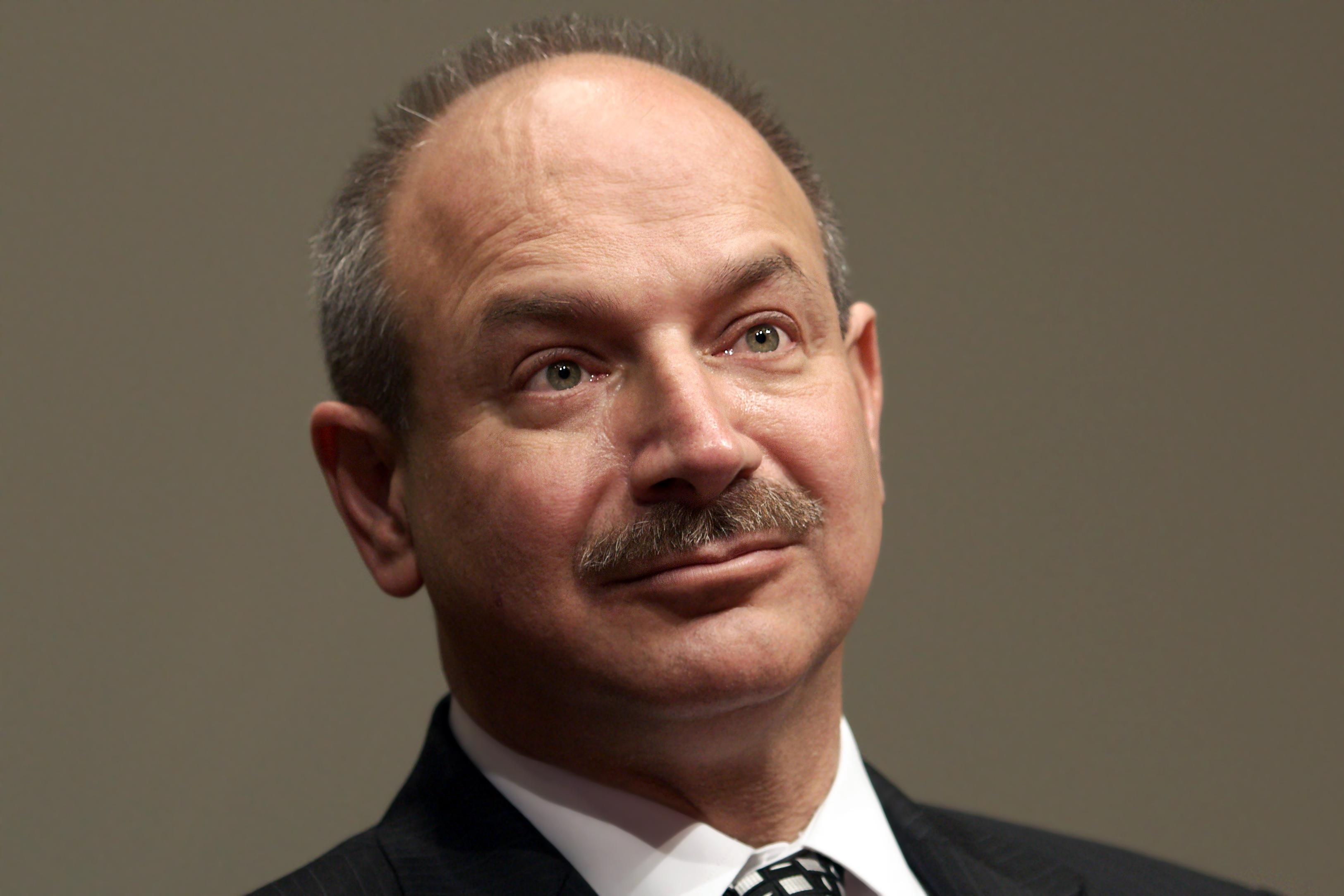
Bruce Beutler auf der Nobelpreis-Pressekonferenz 2011

Bruce Alan Beutler (* 29. Dezember 1957 in Chicago) ist ein amerikanischer Immunologe und Genetiker, der entscheidende Forschungsarbeit im Bereich der Immunologie, insbesondere der Toll-like Rezeptoren geleistet hat und 2011 auf Grund seiner Leistungen mit dem Nobelpreis für Physiologie oder Medizin ausgezeichnet wurde.

## Leben
Beutler wurde 1957 in Chicago als Sohn des deutschen Emigranten Ernest Beutler geboren. Die Familie lebte danach zunächst in Kalifornien. Bis 1976 studierte Bruce Beutler Biologie an der University of California, San Diego, es schloss sich ein Medizinstudium an der University of Chicago an. 1981 erhielt er sein M.D. Von 1985 bis 1986 war Beutler Assistant Professor an der Rockefeller University. Anschließend war er bis 2000 in verschiedenen Positionen am University of Texas Southwestern Medical Center at Dallas und am Howard Hughes Medical Institute. Von 2000 bis 2007 war Beutler Professor an der Abteilung für Immunologie am Scripps Research Institute in La Jolla, Kalifornien. Seit 2007 leitet er die Abteilung für Genetik des Scripps Research Institute. Seit September 2011 ist Beutler zudem Direktor des Center for the Genetics of Host Defense des University of Texas Southwestern Medical Center.
Er ist Vater von drei Söhnen.

## Wirken
Seit den frühen 1980er Jahren forschte Beutler zunächst über den Tumornekrosefaktor (TNF) und die Reaktion des Immunsystems auf Endotoxine von Bakterien, die zu den LPS gehören, wobei er schließlich den lange gesuchten Endotoxin-Rezeptor identifizierte (TLR 4), der zu den Toll-like Rezeptoren des angeborenen Immunsystems gehört. 1985 entdeckte er einen Botenstoff von Makrophagen, mit dem diese auf Entzündungen reagieren und den er Kachektin nannte. Kurz darauf identifizierte er diesen mit dem damals gerade entdeckten TNF. Er erkannte die Möglichkeit, mit Antikörpern gegen TNF gegen den von Endotoxinen bei bakteriellen Infektionen ausgelösten septischen Schock vorzugehen. Seine Entdeckung der Rolle von TNF bei Entzündungen ist auch die Basis von entsprechenden Medikamentenentwicklungen bei verschiedenen Autoimmunkrankheiten.
2011 wurde ihm gemeinsam mit Jules Hoffmann und Ralph M. Steinman der Nobelpreis für Physiologie oder Medizin zugesprochen. Gewürdigt wurden Beutlers und Hoffmanns Entdeckungen über die Aktivierung der angeborenen Immunität.
Am 12. Dezember 2022 hielt Beutler eine Nobelpreis-Vorlesung für die Plattform BioTechMed von Uni, TU und MedUni Graz, ebendort vor 500 Zuhörern, über Bedrohungen durch Viren.

## Auszeichnungen (Auswahl)
- 1994: Outstanding Investigator Award der American Federation for Clinical Research[8]
- 2004: Robert-Koch-Preis[9]
- 2006: William B. Coley Award[10]
- 2006: Gran Prix Charles-Leopold-Mayer[11]
- 2007: Balzan-Preis für Angeborene Immunität zusammen mit Jules Hoffmann[12]
- 2007: Ehrendoktor der Technischen Universität München[13]
- 2007: Frederik B. Bang Award[14]
- 2008: Mitglied der National Academy of Sciences[13]
- 2009: Albany Medical Center Prize[15]
- 2011: Shaw Prize[16]
- 2011: Nobelpreis für Physiologie oder Medizin zusammen mit Jules A. Hoffmann und Ralph M. Steinman[6]
- 2012: Mitglied der Deutschen Akademie der Naturforscher Leopoldina[17]
- 2013: Stanley J. Korsmeyer Award
- 2013: Mitglied der American Academy of Arts and Sciences

## Veröffentlichungen (Auswahl)
- A. Poltorak, X. He, I. Smirnova, M. Y. Liu, C. Van Huffel, X. Du, D. Birdwell, E. Alejos, M. Silva, C. Galanos, M. Freudenberg, P. Ricciardi-Castagnoli, B. Layton, B. Beutler: Defective LPS signaling in C3H/HeJ and C57BL/10ScCr mice: mutations in Tlr4 gene. In: Science. Band 282, Nummer 5396, Dezember 1998, S. 2085–2088, ISSN 0036-8075. PMID 9851930.
- B. Beutler, Z. Jiang, P. Georgel, K. Crozat, B. Croker, S. Rutschmann, X. Du, K. Hoebe: Genetic analysis of host resistance: Toll-like receptor signaling and immunity at large. In: Annual review of immunology. Band 24, 2006, S. 353–389, ISSN 0732-0582. doi:10.1146/annurev.immunol.24.021605.090552. PMID 16551253. (Review).